# Mohamed Ali Boughazi
Mohamed Ali Boughazi est un homme politique algérien. Il a occupé plusieurs fonctions ministérielles au sein de différents gouvernements et une fonction de conseiller du président de la république pendant plus de 15 ans. Il est docteur en mathématiques appliquées.

## Historique
Ancien membre du Mouvement de la renaissance islamique, Mohamed Ali Boughazi est considéré comme islamiste "modéré". Proche du président Bouteflika , en 2012, son nom est cité pour devenir Premier ministre ou pour devenir président de l'Assemblée populaire nationale. Il est, entre 2012 et 2019, officiellement chargé de rédiger les lettres du président en arabe.
En février 2021, lors d'un remaniement ministeriel, Mohamed Ali Boughazi est nommé ministre du Tourisme, de l’Artisanat et du Travail familial d'Algérie dans le Gouvernement Djerad III. Il remplace alors Mohamed Hamidou.
En juillet 2021, et après les annonces des résultats officiels des élections législatives, un nouveau gouvernement est nommé et Mohamed Ali Boughazi quitte le ministère du Tourisme. Il est remplacé par Yacine Hammadi.